# Ralph Steinman
Ralph Marvin Steinman (Montréal, 14 gennaio 1943 – New York, 30 settembre 2011) è stato un biologo canadese, scopritore nel 1973 della cellula dendritica nella milza di una cavia da laboratorio. Per questa scoperta, nel 2011 gli è stato assegnato il premio Nobel per la medicina, assieme a Bruce Beutler ed a Jules Hoffmann.
Steinman è deceduto per un tumore al pancreas nel 2011, tre giorni prima dell'assegnazione del Nobel: la notizia della sua morte non arrivò in tempo all'Istituto Karolinska, che gli conferì ugualmente il riconoscimento rendendolo vincitore del primo e unico premio postumo. 

## Biografia
Nato da padre ebreo, Irving Steinman, visse con la famiglia nella città da circa 150.000 abitanti di Sherbrooke, nella zona meridionale della provincia del Québec, vicino alla frontiera con gli Stati Uniti. Lì suo padre aprì un piccolo negozio d'abbigliamento chiamato "Mozart's". Negli anni del liceo il giovane Ralph iniziò a manifestare un interesse 

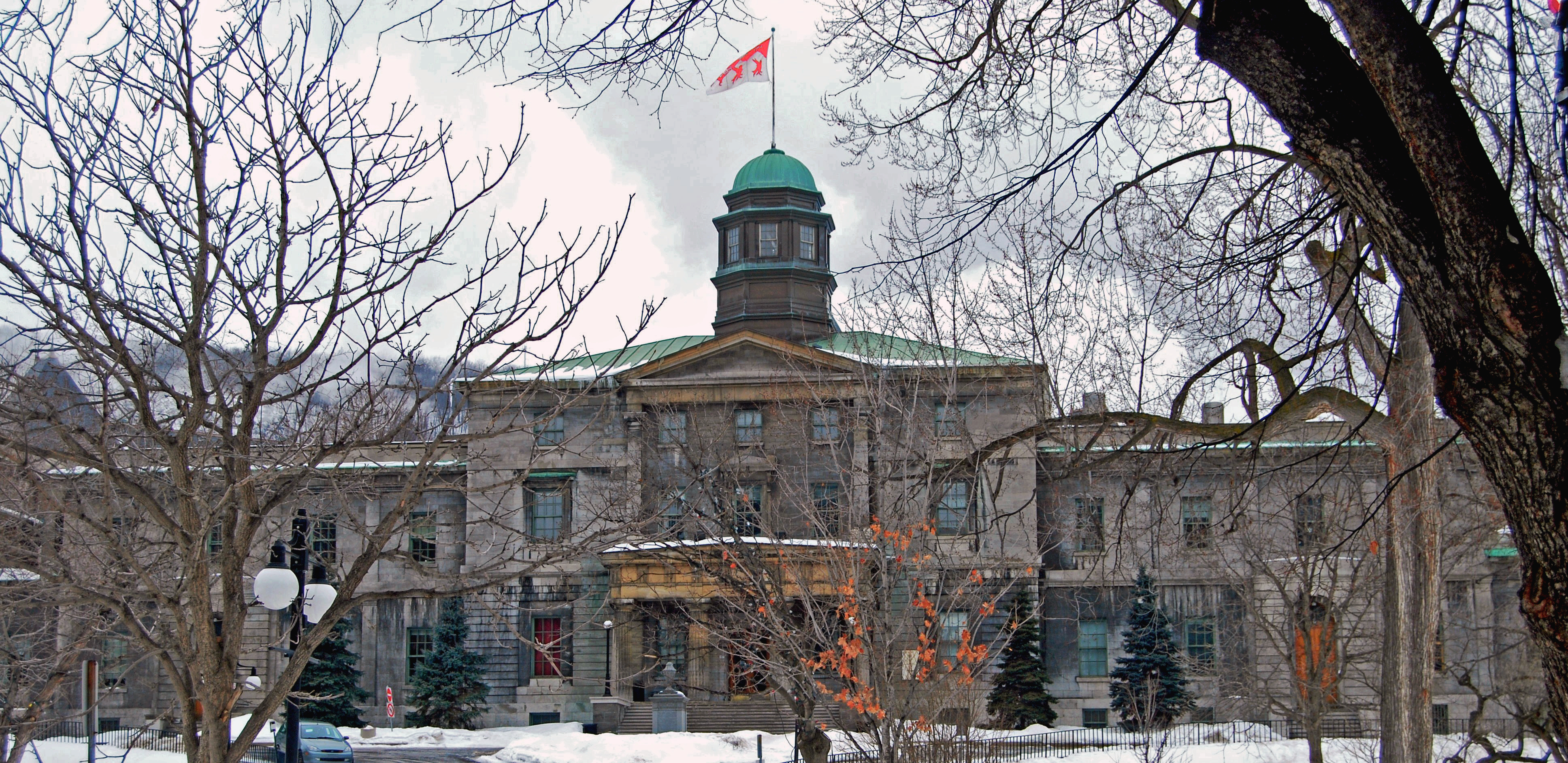
Arts Buldings, Università McGill

particolare per le materie scientifiche che lo portò a studiare prima alla McGill University a Montreal, Canada, e poi alla Harvard Medical School dove si laureò in Medicina magna cum laude nel 1968. Ad Harvard fu ricercatore per un anno durante il quale si concentrò sullo studio del sistema immunitario. Durante il successivo tirocinio presso il Massachusetts General Hospital, Steinman conobbe Claudia Hoeffel, un'assistente sociale ospedaliera con la quale si sposò nel 1971. 
Dopo aver completato la sua formazione medica, si impegnò nella ricerca biomedica e nel 1970 vinse una borsa di studio post-dottorato presso il Laboratorio di Fisiologia Cellulare e Immunologia della Rockefeller University, fondato dal microbiologo René Dubos e diretto dagli scienziati Zanvil A. Cohn e James G. Hirsch. Dubos, Cohn, e Hirsch divennero da subito i mentori di Steinman, il loro approccio infatti non era limitato al settore dell'Immunologia, ma includeva anche quelli della Biologia cellulare e Biochimica. Steinman svolse tutta la sua carriera al Rockefeller, dove venne nominato professore assistente nel 1972, professore associato nel 1976 e professore nel 1988.

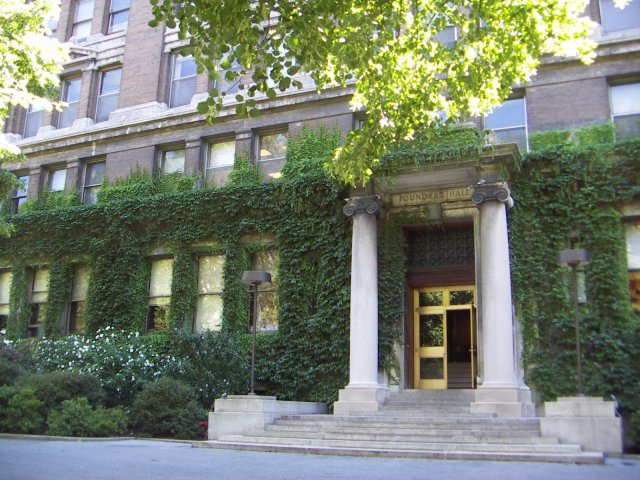
Founder's Hall della Rockefeller University

## Attività e incarichi
Le prime ricerche di Steinman in collaborazione con Cohn miravano a comprendere a fondo i diversi meccanismi di funzionamento del sistema immunitario nei confronti di microrganismi infettivi e di cellule tumorali. Nel 1973 Steinman e Cohn scoprirono le cellule dendritiche. Questa fu una delle scoperte che cambiò profondamente quelle che erano le conoscenze del tempo riguardo l'immunologia.
Lui e i suoi colleghi capirono che queste cellule fungono da sentinelle del sistema immunitario controllando la risposta immunitaria innata ed adattativa. Dimostrarono inoltre che le cellule dendritiche sono i principali promotori della risposta immunitaria cellulo-mediata.
Personalità brillante e dinamica, Steinman instaurò collaborazioni internazionali con molti immunologi e scienziati di altri campi al fine di approfondire la nuova frontiera rappresentata dalle cellule dendritiche. Istruì personalmente più di un centinaio di borsisti e dottorandi nel suo laboratorio e pubblicò 450 articoli scientifici. A partire dal 1978, divenne direttore del Journal of Experimental Medicine. Lavorò anche come editor di consulenza in Immunologia umana per il Journal of Clinical Immunology, per il Journal of Immunologic Methods e per Proceedings of the National Academy of Sciences. Venne eletto membro la National Academy of Sciences nel 2001, e dell'Institute of Medicine nel 2002. Fu anche membro della Royal Society of Edinburgh. 
Negli ultimi anni Steinman si concentrò sullo studio di vaccini e di terapie a base di cellule dendritiche per patologie autoimmuni, rigetto di trapianto e nel contesto del Cancer Surveillance System (CSS). Nel 2010, presso la Rockefeller University Hospital, avviò il primo studio sperimentale di fase I con il primo vaccino cell-targeting utilizzando le cellule dendritiche contro l'HIV. Fino alla sua morte nel 2011, il laboratorio di Steinman rimase all'avanguardia nella ricerca sulle cellule dendritiche. 
Fu anche consulente scientifico di numerose organizzazioni tra cui Dana Foundation, l'Istituto Campbell Familiy of Breast Cancer Research a Toronto, in Canada, MD Anderson Cancer Center for Immunology Research in Houston, Texas, Baylor Institute for Immunology Research, RIKEN Center for Allergy and Immunology Research a Yokohama, in Giappone, e CHAVI Center for HIV -AIDS Vaccine Immunology, Durham, Carolina del Nord. Steinman è stato anche membro della American Society of Clinical Investigation, dell'American Society for Cell Biology e dell'American Association of Immunology. 

## Ricerca
Le infezioni sono in primo luogo contrastate dall'immunità innata e successivamente dall'immunità adattativa che ha memoria e quindi può prevenire la reinfezione. Da sempre gli immunologi si sono posti questi quesiti:
- qual è il meccanismo secondo cui si instaura una resistenza del sistema immunitario?
- come questi meccanismi agiscono in condizioni patologiche quali il cancro, le allergie e le malattie autoimmuni?

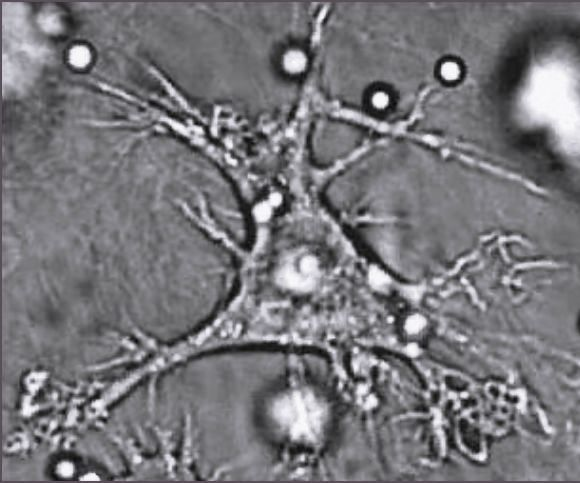
Cellula dendritica

Steinman scoprì che le cellule dendritiche hanno una funzione a ponte tra l'immunità innata e quella adattativa, tra cui l'immunità mediata dai linfociti T. Dimostrò inoltre l'esistenza di cellule dendritiche nella milza dei topi. Steinman distinse inoltre queste particolari cellule dai macrofagi, i quali tipicamente sono caratterizzati da una fagocitosi persistente e dalla capacità di rimanere adesi alle superfici di coltura tissutale. Tuttavia scoprì che le cellule dendritiche avevano una morfologia differente e che esprimevano molecole diverse dai macrofagi. Ad esempio, esse non esprimevano i recettori per FcR ma esprimevano i componenti principali del Complesso Maggiore di Istocompatibilità II. I macrofagi invece mostrarono caratteristiche completamente diverse. Lo studio fu condotto in collaborazione con Zanvil A. Cohn, il quale studiò la resistenza alle malattie infettive e in particolare la biologia dei macrofagi. Alcune caratteristiche generali della risposta immunitaria mediata dai linfociti T hanno origine dalle cellule dendritiche. Le cellule dendritiche (APC) pertanto furono considerate coadiuvanti della risposta immunitaria in quanto contribuivano ad attivare le T-cell e rilasciavano citochine, interferone, chemochine e peptidi antimicrobici. Le APC possono inoltre mobilizzare i linfociti come i NK (natural killer) che a loro volta sono in grado di uccidere delle specifiche cellule bersaglio. Tuttavia, a differenza dei macrofagi, le cellule dendritiche non fagocitano i microbi.
In vivo le cellule dendritiche elaborano gli antigeni per formare i complessi peptide – MHC soprattutto all'interno degli organi linfoidi dove si monta una risposta immunitaria specifica.
La maggior parte delle APC in circolo si riscontrano dunque in uno stadio immaturo e quindi in grado di raccogliere e presentare antigeni. Differenti stimoli ambientali sono in grado di attivare le cellule dendritiche permettendo la maturazione e l'attivazione di diversi tipi di linfociti T-helper e citotossici.
Le cellule scoperte da Steinman risiedono negli organi periferici e inducono diverse forme di tolleranza periferica antigene-specifica. Gli antigeni dalla periferia vengono catturati dalle APC e portati nei organi linfoidi. Un ruolo delle cellule dendritiche si è riscontrato anche nei processi di immuno-tolleranza verso gli antigeni self; un'alterazione di tale processo si presuppone essere alla base delle patologie autoimmuni e delle malattie infiammatorie croniche.

## Premi e riconoscimenti
Nei primi due decenni di ricerche, le cellule dendritiche studiate da Steinman vennero sottovalutate, ma dalla metà degli anni novanta, la comunità scientifica riconobbe l'importanza del suo lavoro ai fini della comprensione del funzionamento del sistema immunitario. Lo scienziato ricevette numerosi riconoscimenti, tra cui il Premio Freidrich-Sasse (1996), il Premio Emil von Behring (1996), il Premio Robert Koch (1999), il Premio Rudolf Virchow (1997) ed il Premio Coley (1998).
Venne inoltre premiato con il Gairdner Foundation International Award nel 2003 e l'Albert Lasker Award for Basic Medical Research nel 2007, l'Albany Medical Prize nel 2009 e la AH Heineken Prizes per la Medicina nel 2010.
Gli venne assegnata la laurea honoris causa presso l'Università di Innsbruck, presso la Free University of Brussels, la Erlangen University, e la Mount Sinai School of Medicine. Nel 2012 fu istituito, presso l'Istituto di Immunologia Baylor Research in Dallas, Texas, il Ralph M.Steinman Center for Cancer Vaccines in suo onore.
Vinse il premio Nobel nel 2011 assieme a Bruce A. Beutler e Jules A. Hoffmann con la seguente motivazione: "for his discovery of the dendritic cell and its role in adaptive immunity" (per la sua scoperta della cellula dendritica e sul ruolo di questa nell'immunità adattativa).

## Autosperimentazione
Nel marzo 2007 gli venne diagnosticato un tumore del pancreas. Steinman, credendo nelle potenzialità delle cellule dendritiche e nel loro possibile impiego nel trattamento del suo tumore aggressivo, progettò immunoterapie basate sulle cellule dendritiche e testate direttamente su se stesso. Per quattro anni e mezzo dopo la sua diagnosi rimase sostanzialmente asintomatico. Nel 2011 ebbe il sopravvento la malattia e nel settembre Steinman morì tre giorni prima dell'annuncio della sua vittoria del premio Nobel dopo essersi curato per 4 anni con una terapia basata sulle sue ricerche. Ignaro della sua morte al momento del suo annuncio, il Comitato del Nobel, facendo una particolare eccezione a quello che è il regolamento per il conferimento del Premio Nobel, gli conferì, ugualmente, l'onorificenza. Claudia Steinman e i suoi figli hanno donato l'intero ricavato del Premio Nobel in beneficenza, di cui 500.000 dollari alla cattedra Cohn-Steinman presso la Rockefeller University e 250.000 dollari alla The Steinman Family Foundation per sostenere le carriere di giovani scienziati.